# ファランクス (火器)
ファランクス（英語: Phalanx）は、アメリカ合衆国で開発されたCIWS。M61「バルカン」 20mm多銃身機銃と小型の捕捉・追尾レーダーを組み合わせて、対艦ミサイルのような小型高速の目標を全自動で迎撃できるようにしたシステムであり、アメリカ海軍ではMK 15として制式化され、バルカン・ファランクスと俗称される。

## 来歴

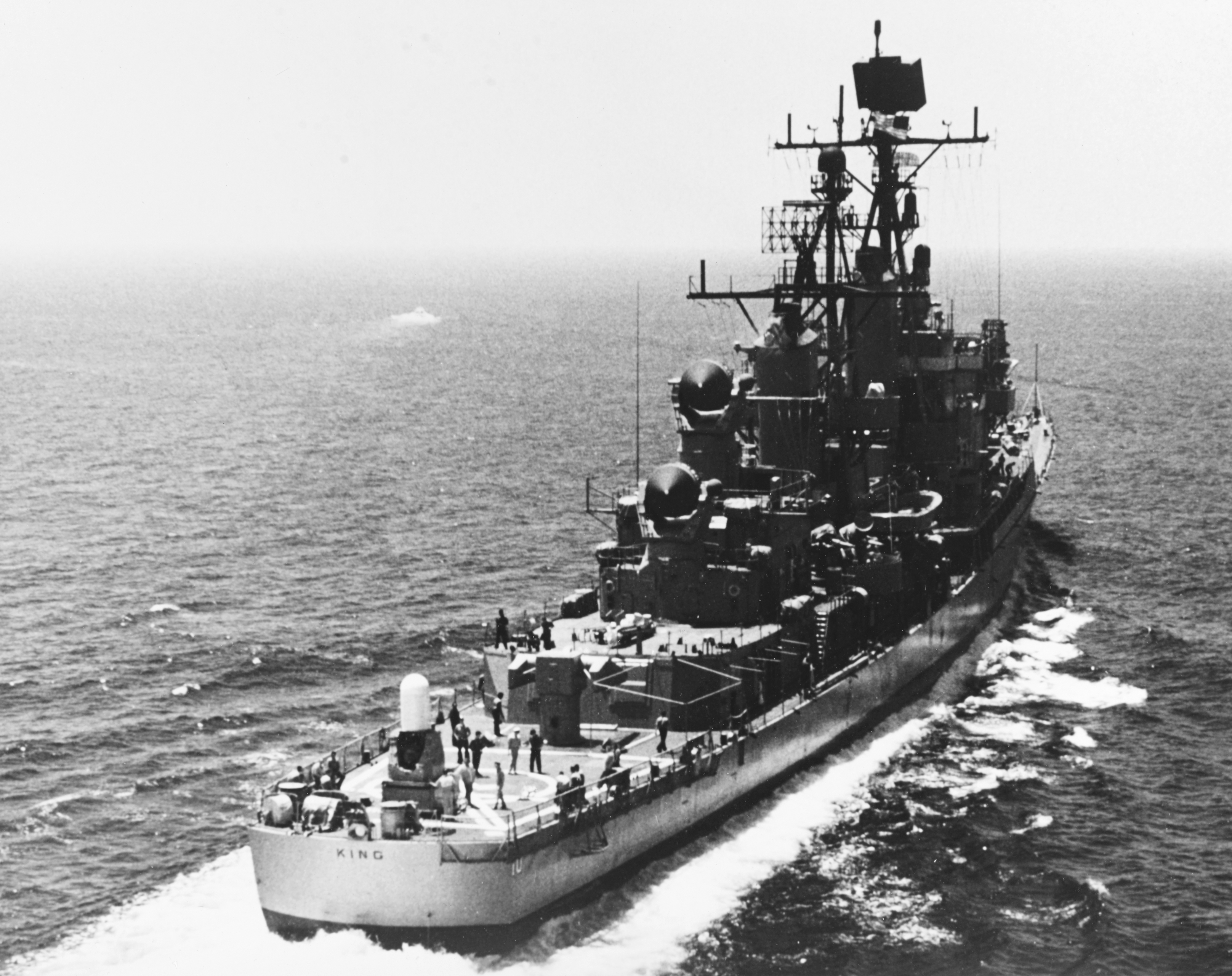
｢キング｣の艦尾に搭載された試作型のファランクス(1973年)

ソビエト連邦軍では、1960年代初頭よりK-10S（AS-2「キッパー」）空対艦ミサイルやP-15（SS-N-2「スティクス」）艦対艦ミサイルなど対艦ミサイルの配備に着手していた。これに対し、西側諸国海軍では、自らの対空能力を過信したうえ、これらのミサイルの実戦経験がなかったこともあり、その効用と脅威を過小評価していた。
しかし1967年10月21日、イスラエル海軍のZ級駆逐艦がエジプト海軍のコマール型ミサイル艇に撃沈されるエイラート事件が発生し、情勢は一変した。旧式とはいえ正規駆逐艦が小兵のミサイル艇により為す術もなく撃沈された本件は、西側海軍に大きな衝撃を与え、各国は直ちに対艦ミサイル防御（ASMD）の強化策に着手した。
当時のアメリカ海軍は、DDG以上の主要艦にはタロス・テリア・ターターといった強力な艦対空ミサイルを装備していたものの、これらは遠・中距離の有人ジェット機を対象としており、最近接領域の対空火力は3インチ・5インチ速射砲に頼らざるを得ない状況であった。新しい短距離用の対空兵器として、既にシーモーラーやシースパローといった個艦防空ミサイル（BPDMS）の開発が開始されてはいたものの、リアクションタイム縮減の限界やシークラッターによる低高度目標探知の困難性、対艦ミサイルのレーダー反射断面積の小ささなど、ASMDには不適な部分が多かった。
このことから、これらの個艦防空ミサイルの内側をカバーする近接武器システムの開発が志向されることになった。提案は1968年になされ、1969年にはジェネラル・ダイナミクス（GD）社ポモナ部門がフィジビリティスタディを受注した。1973年8月からは試作機がファラガット級駆逐艦「キング」に搭載され、1974年3月にかけて艦上評価試験が実施された。この成果を踏まえて改善された量産機は1977年にフォレスト・シャーマン級駆逐艦「ビグロー」に搭載されて実用試験が実施された。1978年には量産が開始され、1980年に空母「コーラル・シー」に搭載されて装備化された。

## 構成
本システムは、M61「バルカン」 20mm多銃身機銃と捕捉・追尾レーダーを組み合わせて1基の砲台に集約したシステムである。Mk 15はシステム全体の呼称であり、艦内に配置される操作部を除くとMk 16と称される。マウント単体ではMk 72、FCSはMk 90と称される。
本システムは150ミリ厚のプラットフォーム上に架されるが、甲板下に配置しなければならない部分はない。5.5平方メートルの甲板と射界があれば、艦のシステムからは操作用電源と冷却水の供給を受けるだけで作動できる。他のシステムとのインターフェースが少なく、本システムだけで独立した兵器システムとして運用可能であり、全備重量も比較的軽量であることから、大型艦艇から小型艦艇に至るまで搭載できる。
信頼性にも優れており、1977年に行われた評価では、平均故障間隔（MTBF）は188時間、平均修復時間（MTTR）は2時間45分と、いずれも海軍の要求（60時間および3時間）を大きく上回る結果が記録された。
|                | AK-630                                    | ファランクス                          | ゴールキーパー                         | 730型                            |
| -------------- | ----------------------------------------- | ------------------------------------- | -------------------------------------- | -------------------------------- |
| 画像           |                                           |                                       |                                        |                                  |
| 重量           | 9,114 kg (20,093 lb)                      | 6,200 kg (13,700 lb)                  | 9,902 kg (21,830 lb)                   | 9,800 kg (21,600 lb)?            |
| 武装           | GSh-6-30 30 mm (1.2 in) 6砲身ガトリング砲 | M61 20 mm (0.79 in) 6砲身ガトリング砲 | GAU-8 30 mm (1.2 in) 7砲身ガトリング砲 | 30 mm (1.2 in) 7砲身ガトリング砲 |
| 発射数         | 毎分5,000発                               | 毎分4,500発                           | 毎分4,200発                            | 毎分5,800発                      |
| 射程           | 4,000 m (13,000 ft)                       | 1,490 m (4,890 ft)                    | 2,000 m (6,600 ft)                     | 3,000 m (9,800 ft)               |
| 携行弾数       | 2,000発                                   | 1,550発                               | 1,190発                                | 1,000発                          |
| 弾丸初速       | 毎秒900 m (3,000 ft)                      | 毎秒1,100 m (3,600 ft)                | 毎秒1,109 m (3,638 ft)                 | 毎秒1,100 m (3,600 ft)           |
| 垂直軸射撃範囲 | +88°～-12°                                | +85°～-25°                            | +85°～-25°                             | +85°～-25°                       |
| 水平軸射撃範囲 | 360°                                      | +150°～-150°                          | 360°                                   | 360°                             |

### 機銃部
上記の通り、本システムでは20mm口径・6銃身のM61A1「バルカン」を装備した。これは当時のアメリカ軍戦闘機で標準的な航空機関砲になりつつあったものであり、高発射速度と安定した弾道が特長であった。砲身長は当初は76口径であったが、ブロック1Bより99口径に長砲身化された。
発射速度は、当初は最大で毎分3,000発とされていたが、ブロック1ベースライン1では、機銃の駆動方式を油圧式から空気圧式に変更したことで、発射速度を毎分4,500発まで向上できるようになった。給弾はベルト式で、円筒形弾倉が機銃の下方に配された。準備弾数は、初期型のブロック0では989発、ブロック1では1,550発に増大した。空薬莢は回収シュートによって再び円筒形弾倉に回収され、またもし不発弾が生じた場合も、空薬莢とともに回収される。再装填は30分以内に完了できる。なお射撃そのものは持続的に行われるが、射撃指揮の観点からは、10発ごとのバースト射撃として評価される。またブロック1Bでは、対水上射撃の際には50発ごとのバースト射撃を行うことができるようになった。
弾薬として、当初は、アメリカ海軍では劣化ウラン弾芯のAPDSを使用していたのに対し、海上自衛隊では航空自衛隊と同じM51普通弾を使用していた。その後、技術研究本部でニッケル・クロム・タングステン合金を弾芯に使用するAPDSが開発され、海上自衛隊では57DD「やまゆき」より装備化された（86式20mm機関砲用徹甲弾薬包）。またアメリカ海軍でも、1989年から1990年にかけて同様のタングステンAPDSに切り替えた。本システムでは20mm口径弾を使用することから、30mm口径弾を使用するゴールキーパーよりも火力で劣るという批判もあったが、アメリカ海軍では、いずれにせよ弾着によって目標ミサイルの弾頭が誘爆することから破壊力には有意な差はない一方、小口径弾のほうが多くの弾薬を搭載できて有利であるとして、問題はないという見解を発表している。

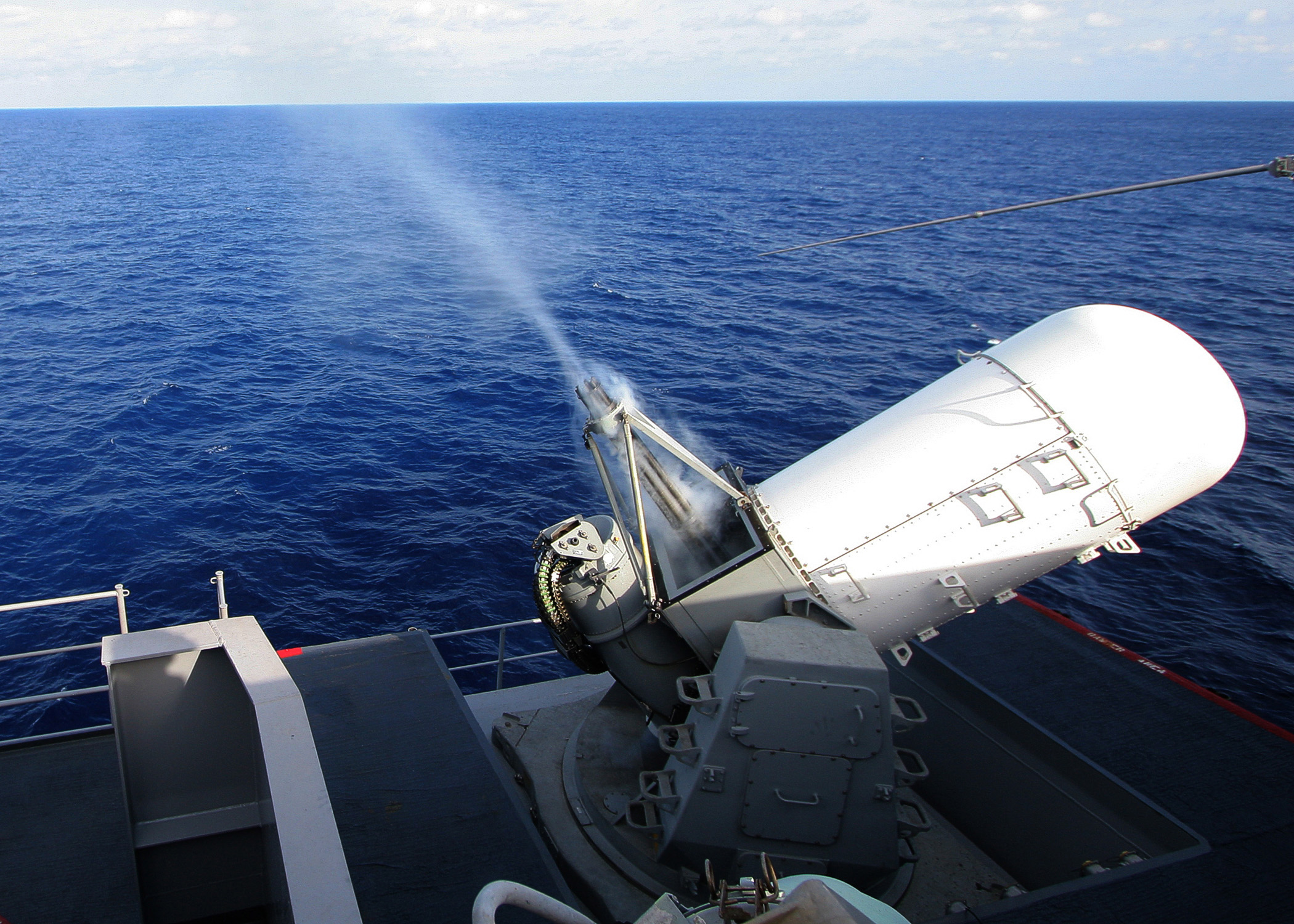
射撃中のファランクス
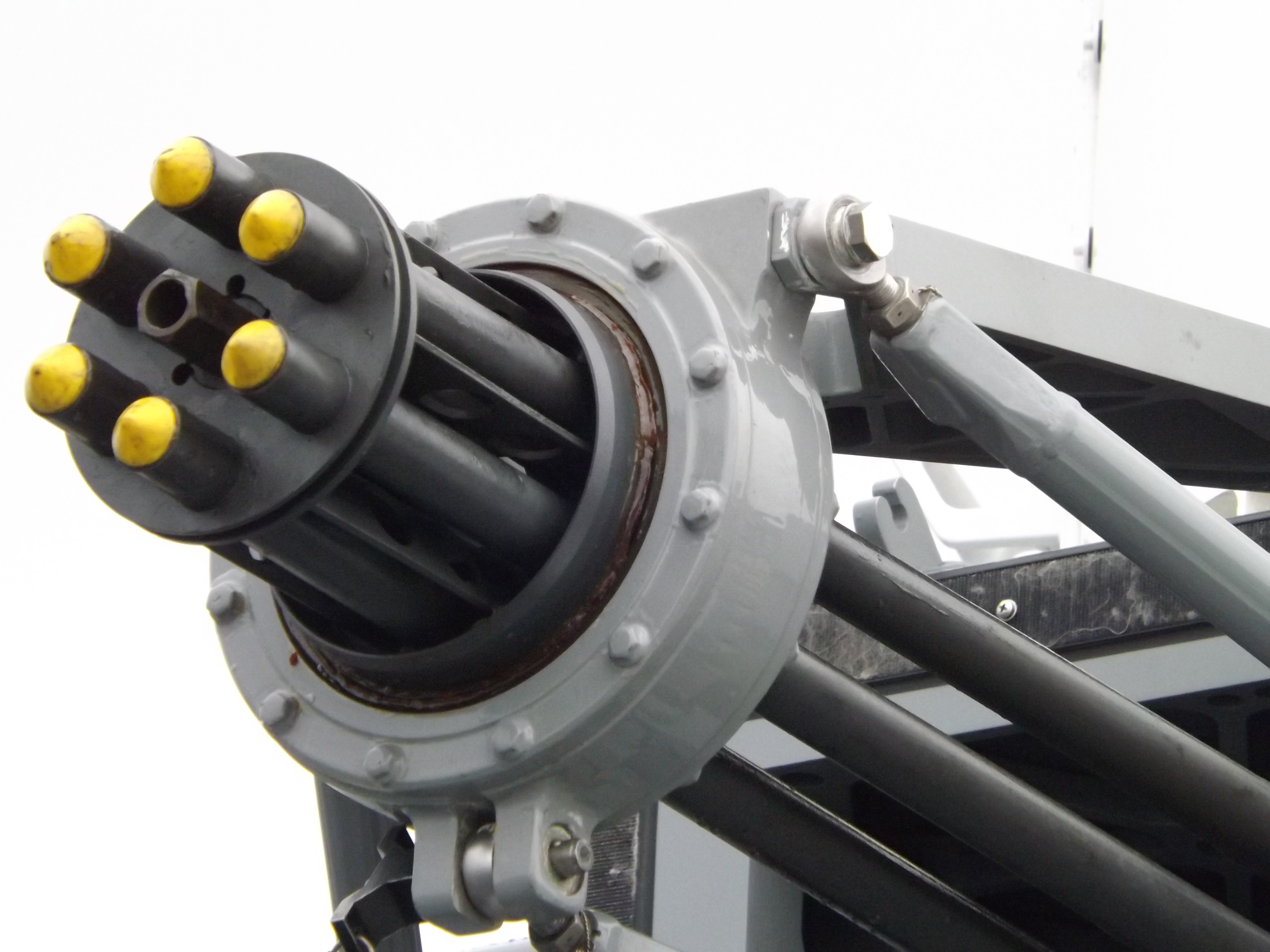
ファランクスの砲身
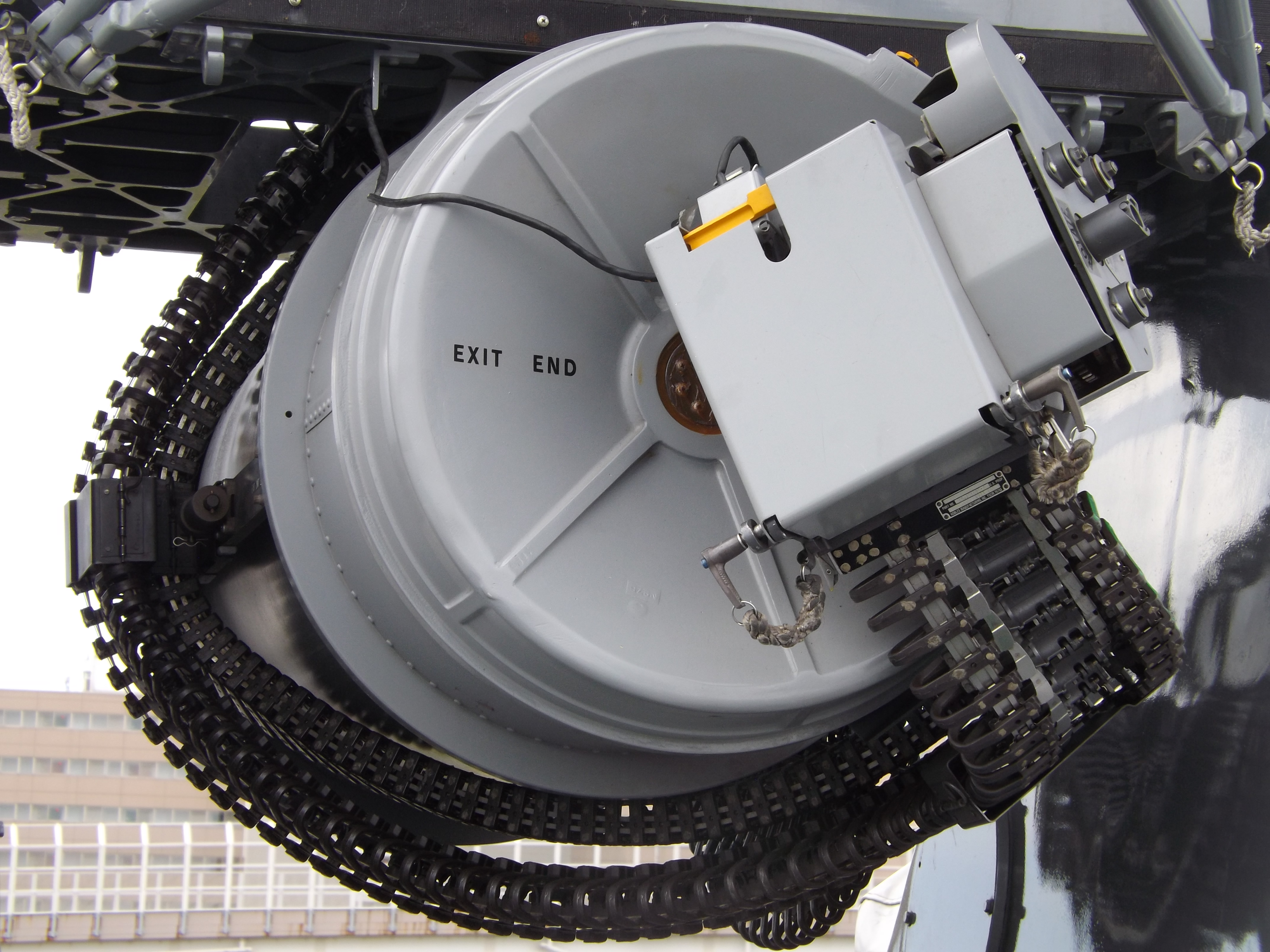
弾倉
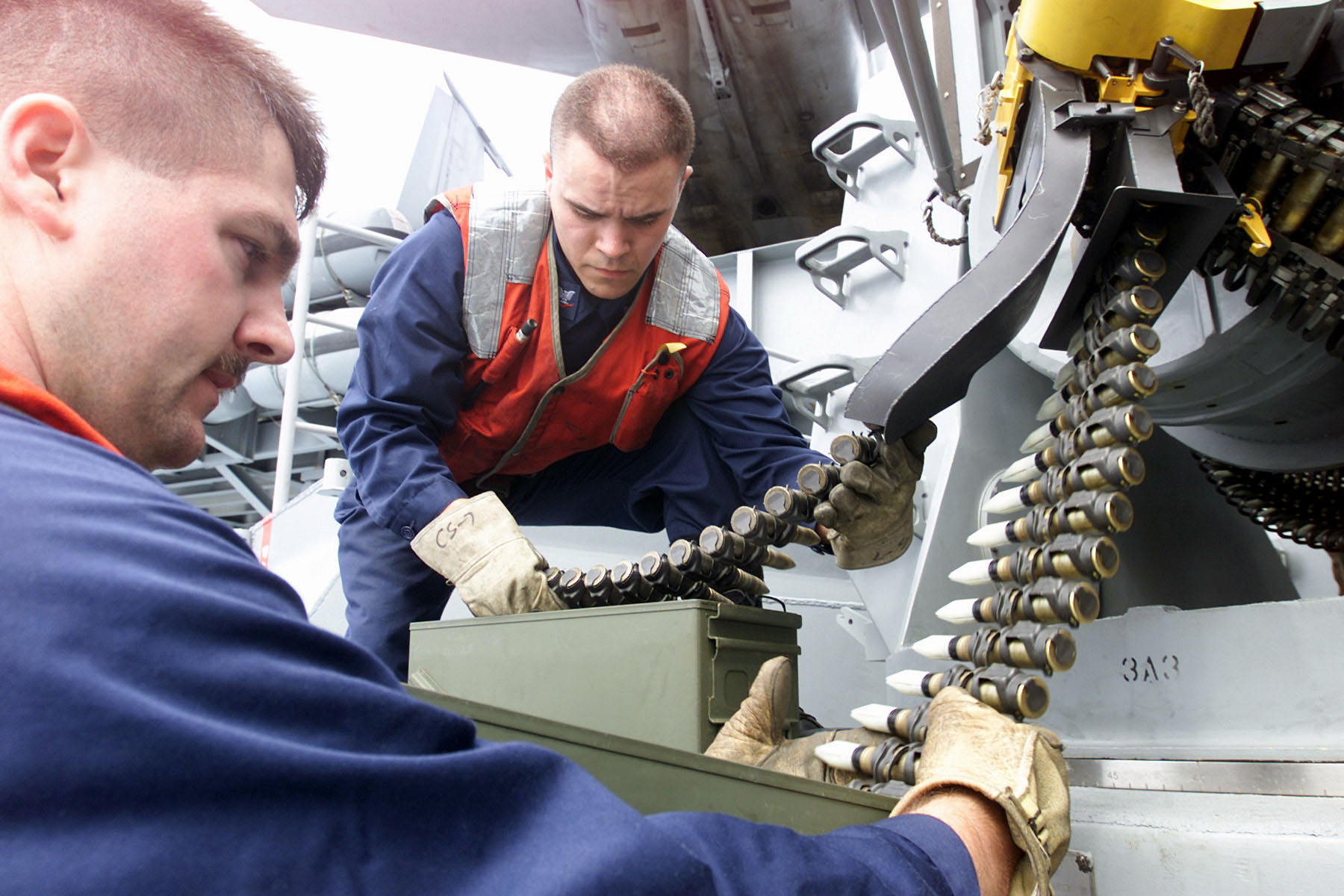
20mm擬製弾を抜き取りながら実弾を装填する作業の様子

### FCS
本システムの際立った特徴は、他戦闘システムから独立して目標の捜索・探知・追尾・攻撃および攻撃効果の判定、再攻撃または他の目標捜索へ移行という一連の対空戦闘を自動で完結するものである。

#### センサー

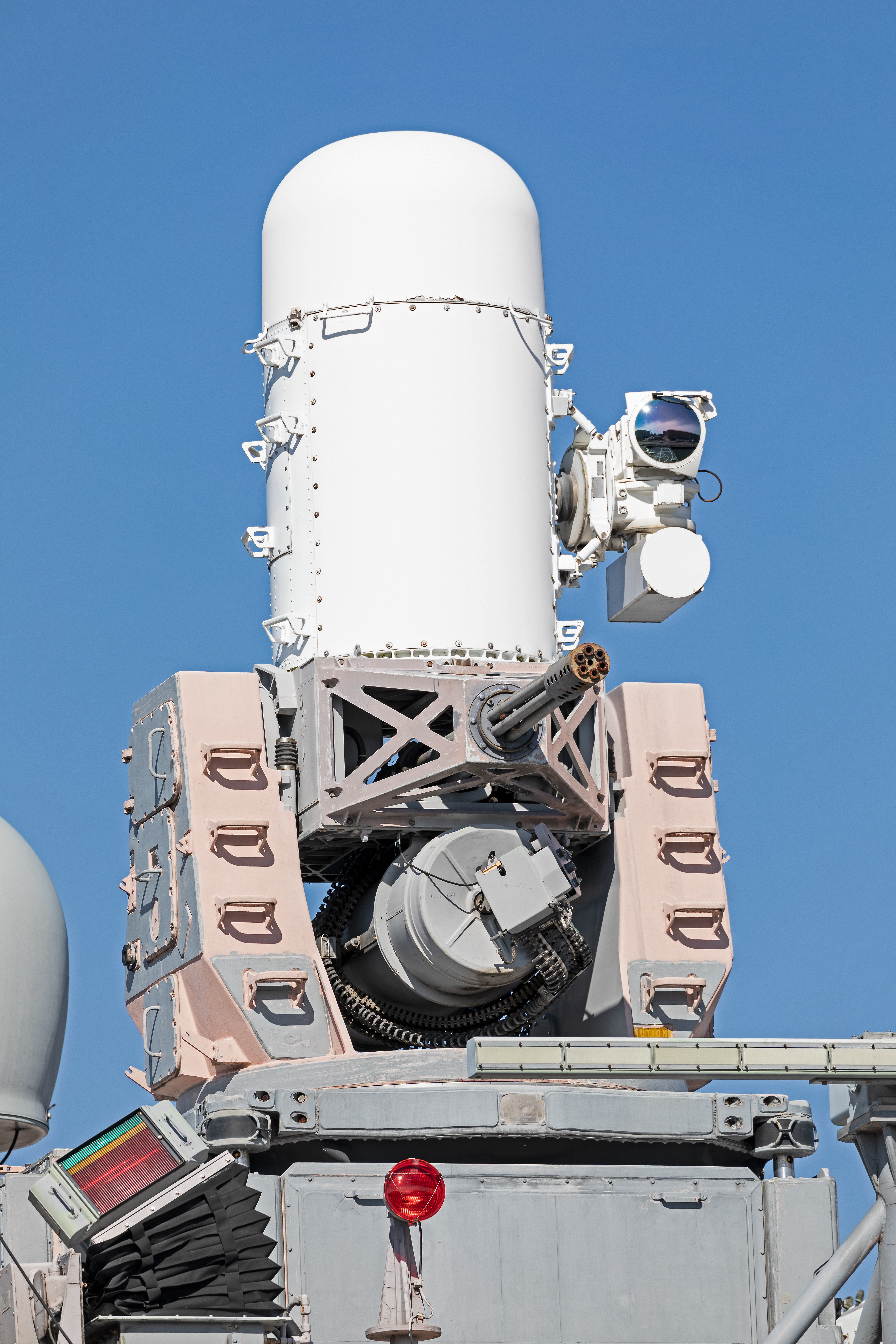
レドームと右側に装着された光学センサ（Block 1B）

機銃部上部には白く塗られた円筒形のドームが配置されており、上側には捜索レーダー、下側には追尾レーダーのアンテナが設置されている。これらのレーダーは、アメリカ陸軍がバルカン砲と連動させているAN/VPS-2と混同されることもあるが、実際にはVPS-2は単なる測距レーダーであり、別のシステムである。
いずれも動作周波数はKuバンドで、これらの2基のアンテナで1基の送信機を共用しているため、同時に電波を発射することはできず、システム単体では捜索中追尾を行うことはできない。パルス繰り返し周波数（PRF）は、距離に応じて3段階に切り替えられる。
なお最初期のブロック0では、アンテナとしてはいずれもリフレクタアンテナが用いられており、捜索レーダーの捜索範囲は仰角0度から5度に限られていたが、ブロック1ベースライン0では、捜索レーダーのアンテナはバック・トゥ・バック配置のフェーズドアレイ・アンテナ4面に変更され、捜索範囲も仰角70度まで拡大された。
またブロック1Bでは、レドームの右側に光学照準装置が追加された。これはピルキントン社製のFLIR（HDTI 5-2F）を用いたもので、検知波長は8～12マイクロメートル、FOVは2×1.3度および4.5×3度であった。

#### 射撃統制
これらの捜索・追尾レーダーにより探知した目標の「現在位置」と、高速で発射される「弾丸群位置」の双方を追尾して両者の差を検出、修正量を算出して、継続的な閉ループ制御による修正射撃を行い、命中を得る。目標の撃破を確認すると射撃を終了し、捜索レーダーの捉えた次の目標に対応する。この射撃計算のためのコンピュータとしては、ブロック0・1ではコントロール・データ・コーポレーション（CDC）社のモデル469Eを使用していたが、ブロック1AではR3000を使用したCDC AMPに変更された。
アメリカ海軍の資料では、1目標の探知から攻撃開始まで約2秒、目標の破壊に要する弾数は平均約200発、最大有効射程は約1,500メートルとされる。最初期の想定では、目標を5,600ヤード (5,100 m)で探知、4,300ヤード (3,900 m)で捕捉し、2,500ヤード (2,300 m)で射撃を開始することとなっていた。内側限界線（阻止圏、keep-out zone）は100–230ヤード (91–210 m)に設定された。
制御部として、戦闘指揮所（CIC）にMk.340遠隔操作盤が、また機銃の近くには（主としてテスト用の）Mk.339操作盤が設置されていた。またブロック1Bでは、これらの制御盤を改修して、光学照準装置による遠隔操作で射撃できるようになった。

### 発展型

#### ブロック1
最初のメジャーアップデートである。従来のブロック0では低空目標に限定されていたのに対し、ブロック1ベースライン0では、機銃の仰角を増すとともに、捜索レーダーのアンテナ部をフェーズドアレイ方式に変更し、捜索能力も強化した。また搭載弾数も増大した。1981年12月から1982年5月にかけてチャイナレイク海軍武器センターで試験に供され、1988年1月より配備が開始された。
続くベースライン1では、機銃の発射速度を毎分4,500発まで向上できるようになり、またレーダーの感度も向上しており、1988・89年度より生産に入った。またベースライン2では内蔵データバスが追加され、標的機なしで自己テストを行えるようになった。当初はトムソンCSF社製のレーダー送信機の導入も検討されたが、これは実現しなかった。
ブロック1からはブロック0になかった砲身の支えが追加される。

#### ブロック2
1980年代末より、ミサイルの高速化・ステルス化や多数同時攻撃などによる経空脅威の増大に対処するための次世代ファランクスとしてブロック2の開発が検討されるようになった。計画では、1992年に契約を締結して20世紀末には実用化することとされた。
アメリカ海軍の要求に応じて、GD社では、25mmテレスコープ弾を使用する7銃身機銃を連装に配する案が検討されていた。またFMC社では、ファランクスのマウントに組み合わせる電熱砲 (electro-thermal gun) の開発を受注していた。
しかし後に、このように抜本的な設計変更よりは、ブロック1を端緒とする漸進的な改良策を重ねていくように方針転換されたことから、1992年には、これらのブロック2の開発計画そのものが棚上げされた。

#### ブロック1A
電子計算機を更新し、高機動目標への対応能力を強化するとともに、艦艇自衛システム（SSDS）との連接にも対応した。

#### ブロック1B
機銃の銃身長を延長し、レーダーにもサイドローブ抑制やフィルターの改良などを加えたほか、FLIRによる光学射撃指揮装置が追加され、対水上射撃モード（Phalanx Surface Mode, PSuM）に対応した。また、最新型のBlock1B Baseline2はレーダーが改良され、脅威判定能力と信頼性の向上、そして整備コストの低減化がなされる。このベースライン2はレドームが白から灰色に変更されている。

## 採用国
NATO各国海軍を始め、21ヶ国で870セットの採用実績がある。

### アメリカ

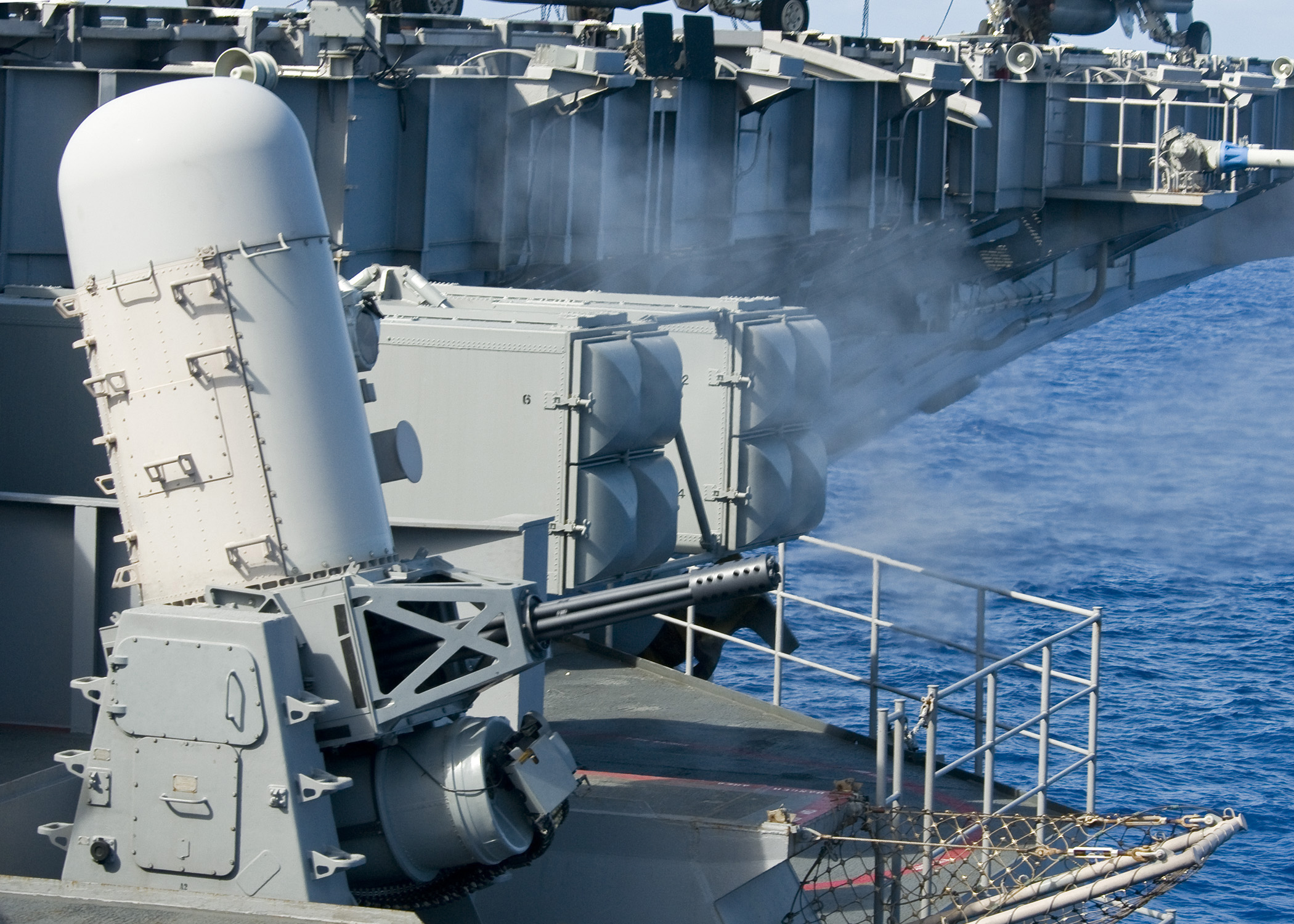
「ジョージ・ワシントン」に搭載されたファランクス Block1B
奥はシースパロー個艦防空ミサイル

アメリカ海軍は、1980年にミッドウェイ級航空母艦「コーラル・シー」に搭載されたのを皮切りに1990年代までのほとんどのアメリカ海軍艦艇が装備していた。沿岸警備隊の一部カッターにも搭載された。
実戦では、1991年の湾岸戦争でイラク軍のシルクワーム・ミサイルに対抗するため発射したチャフを誤認したオリバー・H・ペリー級ミサイルフリゲート「ジャレット」のファランクスCIWSが護衛対象の戦艦「ミズーリ」に誤射する事故（人的被害は水兵1名が負傷したのみ）が起きた。2024年には、イエメンの反政府武装組織（フーシ）による紅海海上での海賊行為への対処（繁栄の守護者作戦）を行っていたミサイル駆逐艦「グレーヴリー」が巡航ミサイル攻撃を受けた際に、CIWSを用いてこれを撃墜した。
2003年7月12日就役のニミッツ級航空母艦「ロナルド・レーガン」で従来のファランクスにかえて、多数目標への同時対処能力と高速飛翔ミサイルへの対処能力向上を目的に、ドイツと共同開発したRAM近接防空システムの搭載を始めている。このため、現在ニミッツ級ではファランクスのみ、RAMのみ、双方搭載と各艦の武装が異なっている。が、次世代のジェラルド・R・フォード級航空母艦やアメリカ級強襲揚陸艦ではRAMとともにファランクスが搭載される予定である。
- ミッドウェイ級航空母艦[注 3]
- フォレスタル級航空母艦[注 3]
- キティホーク級航空母艦[注 3]
- 原子力空母「エンタープライズ」[注 3]
- ニミッツ級航空母艦[注 4]
- ジェラルド・R・フォード級航空母艦
- アイオワ級戦艦[注 5]
- 原子力ミサイル巡洋艦「ロングビーチ」[注 3]
- リーヒ級ミサイル巡洋艦[注 3]
- 原子力ミサイル巡洋艦「ベインブリッジ」[注 3]
- ベルナップ級ミサイル巡洋艦[注 3]
- 原子力ミサイル巡洋艦「トラクスタン」[注 3]
- カリフォルニア級原子力ミサイル巡洋艦
- バージニア級原子力ミサイル巡洋艦
- タイコンデロガ級ミサイル巡洋艦
- スプルーアンス級駆逐艦[注 3]
- キッド級ミサイル駆逐艦
- アーレイ・バーク級ミサイル駆逐艦
- ノックス級フリゲート[注 3]
- オリバー・H・ペリー級ミサイルフリゲート[注 3]

- ブルー・リッジ級揚陸指揮艦[注 3]
- イオー・ジマ級強襲揚陸艦[注 3]
- タラワ級強襲揚陸艦[注 3]
- ワスプ級強襲揚陸艦
- アメリカ級強襲揚陸艦
- ホイッドビー・アイランド級ドック型揚陸艦
- ハーパーズ・フェリー級ドック型揚陸艦
- オースティン級ドック型輸送揚陸艦[注 3]
- クリーブランド級ドック型輸送揚陸艦[注 3]
- トレントン級ドック型輸送揚陸艦[注 3]
- マーズ級戦闘給糧艦[注 3]
- サクラメント級高速戦闘支援艦[注 3]
- キラウエア級給兵艦[注 3]
- ウィチタ級給油艦[注 3]
- シマロン級給油艦
- サプライ級高速戦闘支援艦[注 3]
- ハミルトン級カッター
- バーソルフ級カッター

### 日本

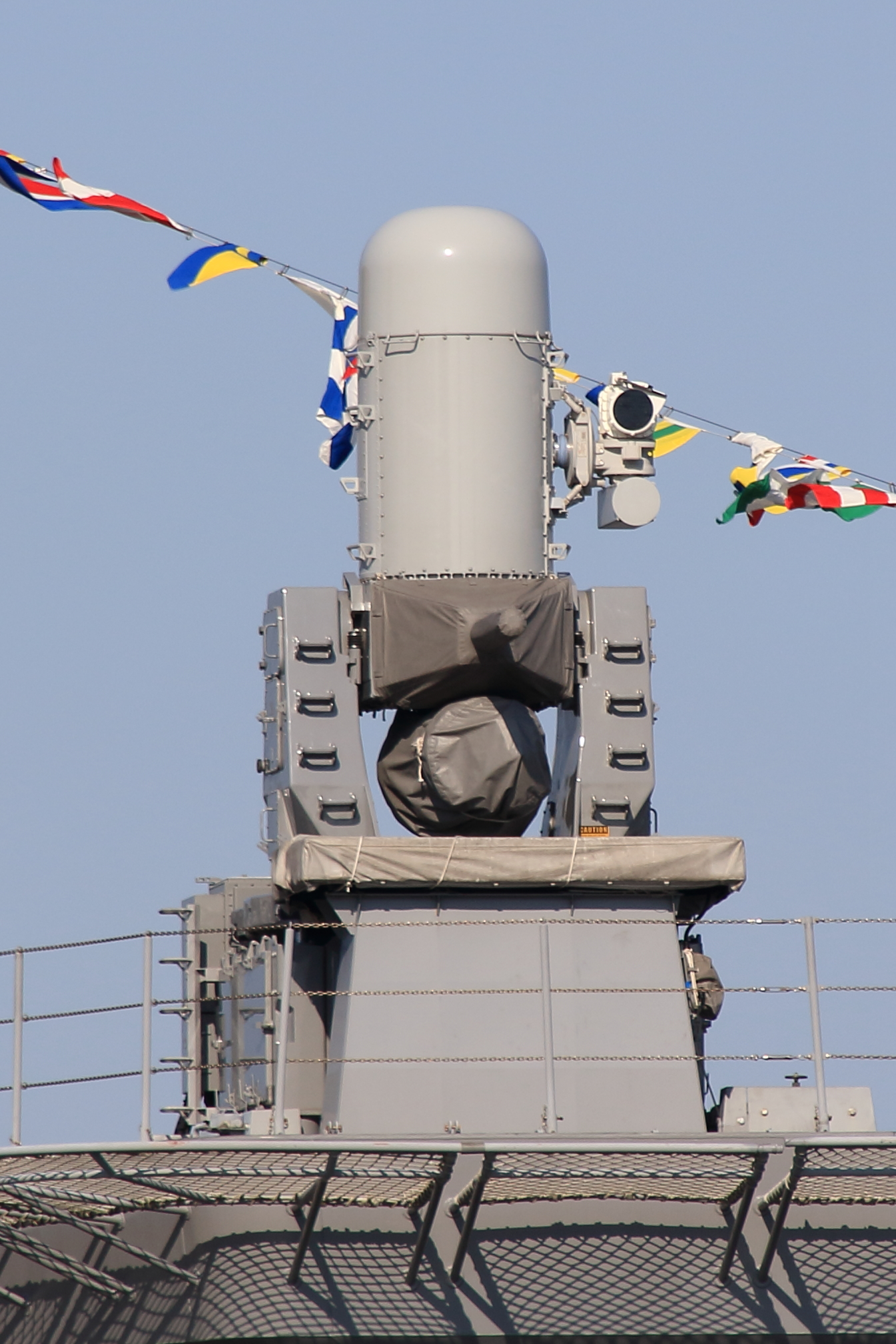
「いずも」に搭載されたファランクスBlock1B Baseline2

海上自衛隊では高性能20mm機関砲と呼称され、ヘリコプター搭載護衛艦のしらね型が新造時から装備が計画されたが、昭和50年度計画艦の1番艦「しらね」は後日装備となり、実際には平成2年に装備された。昭和51年度計画艦の2番艦「くらま」は新造時から装備している。
汎用護衛艦では、はつゆき型の昭和54年度計画艦の3番艦「みねゆき」から新造時に装備されるようになっている。また、他の護衛艦にも順次追加装備されている。
1996年6月にはハワイ沖で行われた環太平洋合同演習（Rimpac96）で、あさぎり型護衛艦「ゆうぎり」が、標的曳航中のアメリカ海軍第115攻撃飛行隊（VA-115）所属のNF500（CAG）A-6艦上攻撃機を誤って撃墜している（パイロットは脱出）。
Block1はむらさめ型以降、Block1Bはたかなみ型4番艦「さざなみ」以降に導入されているが、ひゅうが型、いずも型2番艦「かが」、およびこんごう型、あたご型にはBlock1Bが搭載(こんごう型は換装)されたものの、いずも型1番艦「いずも」、あきづき型には除籍艦から流用したBlock1もしくはBlock1Aを新造時に搭載していた。2018年からBlock1B Baseline2への改修キットの調達が始まり、DDはむらさめ型以降で、DDGはこんごう型とあたご型、DDHはひゅうが型および「いずも」で改修が行われている。あさひ型およびまや型、いずも型2番艦「かが」では新造時からBlock1B Baseline2を搭載している。
- はるな型護衛艦[注 3]
- しらね型護衛艦[注 6]
- ひゅうが型護衛艦
- いずも型護衛艦
- たちかぜ型護衛艦[注 3]
- はたかぜ型護衛艦
- こんごう型護衛艦
- あたご型護衛艦
- まや型護衛艦

- たかつき型護衛艦[注 7]
- はつゆき型護衛艦[注 8]
- あさぎり型護衛艦
- あぶくま型護衛艦
- むらさめ型護衛艦
- たかなみ型護衛艦
- あきづき型護衛艦
- あさひ型護衛艦
- おおすみ型輸送艦

### イギリス
イギリス海軍は、フォークランド紛争の戦訓から、艤装の最終段階にあったインヴィンシブル級航空母艦3番艦「イラストリアス」に急遽ファランクスを搭載し、後に1・2番艦にも搭載した。その後、インヴィンシブル級のうち1・2番艦はより破壊力の大きい7砲身30mmガトリング砲を採用したオランダのシグナール社（現タレス・ネーデルランド社）製CIWS「ゴールキーパー」に更新し、22型フリゲート（バッジ3）やアルビオン級揚陸艦でも採用された。しかし、同じくフォークランド紛争の戦訓からCIWSを搭載することとなった42型駆逐艦ではファランクスが搭載されており、その後の新造艦でも引き続きファランクスが搭載された。
- インヴィンシブル級航空母艦[注 9]
- クイーン・エリザベス級航空母艦
- 42型駆逐艦
- 45型駆逐艦
- 26型フリゲート

- フィアレス級揚陸艦[注 10]
- アルビオン級揚陸艦
- ヘリコプター揚陸艦（揚陸ヘリ空母）「オーシャン」
- ウェーブ型給油艦
- フォート・ヴィクトリア級補給艦
- タイド型給油艦 (2代)

### その他
オーストラリア海軍
- アデレード級フリゲート
- ホバート級駆逐艦
- ハンター級フリゲート

 バーレーン海軍
- オリバー・H・ペリー級ミサイルフリゲート

 カナダ海軍
- レスティゴーシュ級駆逐艦[注 11]
- イロクォイ級ミサイル駆逐艦[注 12]
- ハリファックス級フリゲート
- プロテクチュール級補給艦

 ギリシャ海軍
- エリ級フリゲート
- イドラ級フリゲート
- 補給艦「プロメテウス」

 エジプト海軍
- ノックス級フリゲート
- オリバー・H・ペリー級ミサイルフリゲート

 イスラエル海軍
- サール4.5型ミサイル艇
- サール5型コルベット

 大韓民国海軍
- 仁川級フリゲート
- 大邱級フリゲート
- 独島級揚陸艦「馬羅島」

 トルコ海軍
- ノックス級フリゲート
- G級フリゲート
- 強襲揚陸艦「アナドル」

 ニュージーランド海軍
- テ・カハ級フリゲート

 パキスタン海軍
- アラムジル級駆逐艦
- タリク級駆逐艦
- フリゲート「アラムジル」

 ポーランド海軍
- フリゲート「ゲネラウ・カジミェシュ・プワスキ」
- フリゲート「ゲネラウ・タデウシュ・コシチュシュコ」

 ポルトガル海軍
- ヴァスコ・ダ・ガマ級フリゲート

 サウジアラビア海軍
- バドル級コルベット

 タイ海軍
- プーミポン・アドゥンヤデート級フリゲート

 中華民国海軍
- 富陽級駆逐艦[注 3]
- 基隆級（キッド級改装型）駆逐艦
- 済陽級フリゲート[注 3]
- 成功級フリゲート
- 康定級フリゲート
- 沱江級コルベット
- 補給艦「磐石」

 インド海軍
- ジャラシュワ(旧トレントン級)

## 登場作品

### 映画・テレビドラマ
『ザ・ラストシップ』
架空のアーレイ・バーク級ミサイル駆逐艦「ネイサン・ジェームズ」の搭載兵器としてBlock1Bが登場。全シーズンにて、敵の航空機やミサイル、魚雷の迎撃に使用される。
『沈黙の戦艦』
テロリストに乗っ取られたアイオワ級戦艦「ミズーリ」に搭載されたBlock0が、偵察に来たF-18 ホーネットに対して使用され、これを撃墜する。その後、Navy SEALsを乗せて接近してくるヘリコプターにも使用されかけたが、主人公のケイシー・ライバックたちが電源を落としたことで、使用不能となる
『バトルシップ』
エイリアンと戦闘を行うアーレイ・バーク級ミサイル駆逐艦「ジョン・ポール・ジョーンズ」「サンプソン」、こんごう型護衛艦「みょうこう」に搭載されたBlock1Bが、エイリアンの使用する貫入遅発起爆型投射兵器の迎撃に使用される｡
なお、作中で「サンプソン」が前部に搭載されたBlock1Bで迎撃するシーンがあるが、実際の「サンプソン」には後部にしか搭載されていない。また、記念艦のアイオワ級戦艦「ミズーリ」に搭載されたBlock0が射撃しているシーンがあるが、実際の記念艦に載せてあるのは実物ではなくダミーなので本来は動かすことはできない。
『トゥモロー・ウォー』
ハバナ沖の海上基地に防衛用に設置され、押し寄せてくるホワイトスパイクを迎撃する。

### アニメ・漫画
『空母いぶき』
航空機搭載型護衛艦「いぶき」の搭載兵器としてBlock1Bが登場。また、「いぶき」を旗艦とする第5護衛隊群(架空)に所属する各護衛艦にも搭載されており、架空の中国空母「広東」の艦載機であるJ-20が発射した空対艦ミサイルの迎撃に使用される。
『ゴジラ S.P ＜シンギュラポイント＞』
作中のニュース映像の中に登場。大挙して押し寄せるラドンの迎撃に使用される。
『ジパング』
第二次世界大戦時へタイムスリップした架空のイージス護衛艦「みらい」の搭載兵器として、Block1Aが登場。日本軍や旧アメリカ軍の航空機や爆弾の迎撃に使用される。
『戦海の剣－死闘』
海上自衛隊初の空母「剣（つるぎ）」の搭載兵器としてBlock1Bが登場。トマホークの迎撃や架空の潜水艦「さきしお」への直接射撃に使用。
『続・戦国自衛隊』
戦国時代へタイムスリップしたワスプ級強襲揚陸艦「エセックス」に搭載されたBlock1が、自衛隊員が操縦して特攻を仕掛けてきたCH-53E スーパースタリオンの迎撃などに使用される。
『超時空DDH ヘリ母艦南海の決戦』
第二次世界大戦時へタイムスリップした架空のひゅうが型護衛艦「しなの」の搭載兵器として、Block1Bが登場。旧アメリカ軍の航空機や魚雷の迎撃に使用される。
『沈黙の艦隊』
海上自衛隊とアメリカ海軍の各艦に搭載されたBlock0が、対艦ミサイルなどの迎撃や架空の原子力潜水艦「やまと」に対する直接射撃に使用される。
『名探偵コナン 絶海の探偵』
架空のあたご型護衛艦「ほたか」の搭載兵器としてBlock1Bが登場。また、エンドロールでは同型艦の「あたご」に搭載されたBlock1Bが実写で登場しており、稼動シーンが映し出されている。

### 小説
『超空自衛隊』
オーストラリアに災害派遣で向かっていた最中に第二次世界大戦時へタイムスリップした、おおすみ型輸送艦「おおすみ」に搭載されたBlock1とたかなみ型護衛艦「さざなみ」に搭載されたBlock1Bが、襲来する旧アメリカ軍機に対して使用される。
『日本北朝鮮戦争 自衛隊武装蜂起』
はつゆき型護衛艦「はまゆき」「まつゆき」に搭載されたものが、難民船に紛れて攻撃してくる工作船を攻撃する際に使用される。
『征途』
湾岸戦争で合衆国海軍の「ミッドウェイ」を中心とする機動部隊がミサイルの飽和攻撃に対する迎撃に使用するも、迎撃に失敗し対処しきれなかったミサイルを次々に被弾、「ミッドウェイ」も含めた多数の艦が沈没した。
『日本国召喚』
こんごう型護衛艦「みょうこう」に搭載されたものが、SM-2艦対空ミサイルと54口径127ミリ単装速射砲の迎撃を物量で突破した敵ワイバーンの編隊への最終迎撃に使用される。
『ルーントルーパーズ 自衛隊漂流戦記』
異世界へ飛ばされた自衛隊国連平和維持軍派遣艦隊の各艦に搭載されており、対空・対水上射撃に使用される。
この内、おおすみ型輸送艦「しもきた」「くにさき」に搭載されているものは現実とは違ってBlock1Bに換装されており、魔法攻撃からの迎撃や、襲撃してきた異世界の海賊に対しての対水上射撃に使用されている。また、架空のましゅう型補給艦「しだか」は、現実の同型艦には未だ搭載されていないBlock1Bを搭載している。

### ゲーム
『コール オブ デューティ シリーズ』
『COD:BO2』
架空の空母「バラク・オバマ」の搭載兵器として登場。敵の空挺兵やドローンの迎撃に使用される。
『COD:G』
架空の空母「リベレーター」の搭載兵器として登場。上空の敵機や陸上から飛来する地対艦ミサイルを迎撃している。
『バトルフィールドシリーズ』
『BF3』
マルチプレイに本砲の派生型であるLPWSが「CENTURION C-RAM」の名称で登場する。
『BF4』
キャンペーンに登場する架空のワスプ級強襲揚陸艦「ヴァルキリー」に搭載されたものが、襲来した中国軍に対する攻撃に使用される。
マルチプレイではマップ「Paracel Storm」で特定の現象が起きるとアーレイ・バーク級ミサイル駆逐艦に搭載されているものが機能するようになる。また、US側拠点の固定対空砲としてLPWSが「C-RAM」の名称で登場する。